# Stoevelaar

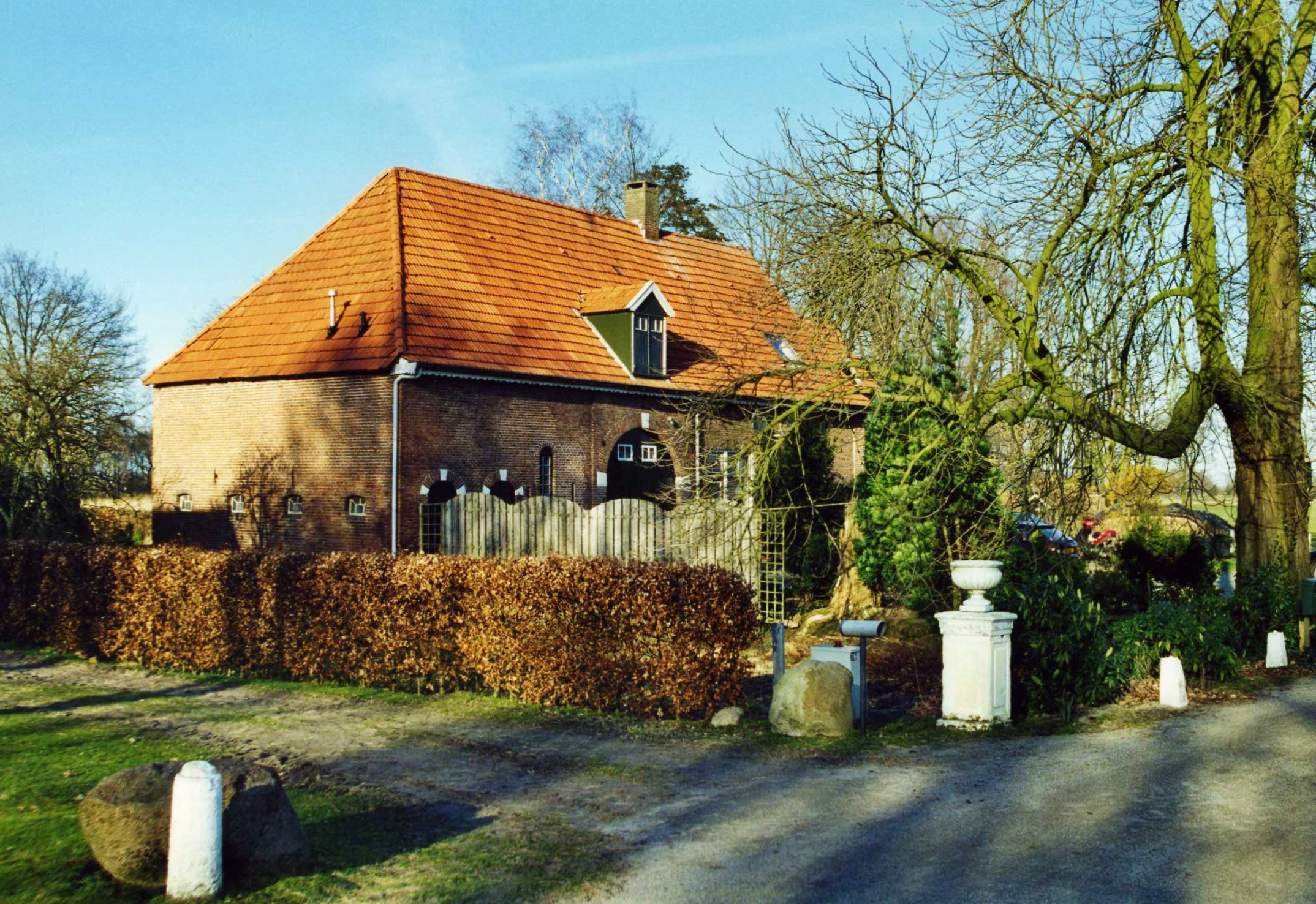
Het 18e-eeuwse bouwhuis van Stoevelaar is een rijksmonument.

Stoevelaar was een havezate gelegen de buurschap Herike in het Twentse richterambt Kedingen; thans horen de restanten ervan onder de gemeente Hof van Twente.

## Geschiedenis
Stoevelaar wordt voor het eerst genoemd in een lijst van leenmannen van het Sticht Utrecht uit circa 1379. Johan ten Thije werd toen met de Stuvelhof en verscheidene andere goederen in Herike beleend. Na enkele generaties Ten Thije kwam het erf door huwelijk in handen van de familie Van Coeverden. Deze familie bezat de havezate tot 1710 toen de laatste mannelijke telg van deze tak, Borchard Amelis van Coeverden, kinderloos overleed. Zijn oomzegger Johan Philips Christoffel van Keppel, zoon van Borchards zuster Aleida Isabella van Coeverden en van Arnold Ludolf van Keppel tot Odink erfde vervolgens Stoevelaar. Na het overlijden van Van Keppel in 1741 lieten zijn crediteuren zijn nalatenschap in 1743 veilen.
Eigenaar van Stoevelaar werd toen Derk van der Wijck, burgemeester van Zwolle. Derk overleed kinderloos in 1751. Erfgenaam werd Johan Hendrik, de tweede zoon van wijlen zijn broer Berend Hendrik van der Wijck en Anna Margaretha Klint. Na een conflict om zijn nalatenschap kreeg uiteindelijk Johan Hendriks zoon Berend Hendrik Stoevelaar toegewezen. Berend Hendrik trouwde in 1830 met Johanna Volbrink. Hij overleed in 1830. Zijn dochter Marie Henriette Stoevelaar liet vervolgens in 1847 het kasteel afbreken en vervangen door een kleiner, moderner huis. Marie Henriette en haar man Johannes Jarman lieten Stoevelaar in 1863 veilen.
De huisplaats werd gekocht door ds. Nicolaas Jannink (1813-1902) en diens neef Engbert Jannink Azn. (1832-1901). Zij lieten het nieuwe landhuis afbreken en bouwden een herenkamer aan het bouwhuis. Na een verdeling van de goederen kreeg ds. Nicolaas Jannink de Stoevelaar toebedeeld. Zijn erfgenamen verkochten het in 1952 aan Johan Berend Jan Elbert.

## Bouwhuis
Het kasteel zelf is geheel verdwenen. Wel is een van de beide bouwhuizen bewaard gebleven. Het dateert uit 1744. Daarnaast zijn er enkele oude lanen en een vijver die aan de vroegere havezate herinneren.